# Anatoli Sobchak
Anatoli Aleksándrovich Sobchak (en ruso: Анато́лий Алекса́ндрович Собча́к; Chitá, URSS, 10 de agosto de 1937-Svetlogorsk, óblast de Kaliningrado, 20 de febrero de 2000) fue un político ruso de la época de la perestroika, coautor de la Constitución de la Federación Rusa. Fue también el primer alcalde de San Petersburgo elegido democráticamente y mentor tanto de Vladímir Putin como de Dmitri Medvédev.

## Biografía
Sobchak nació en Chitá, SFSR rusa, Unión Soviética, el 10 de agosto de 1937. Su padre, Aleksander Antonovich, era ingeniero ferroviario de origen polaco y checo, y su madre, Nadezhda Andreyevna Litvinova, contable de origen ruso y ucraniano.Era uno de cuatro hermanos. En 1939, la familia se trasladó a Uzbekistán, donde Sobchak vivió hasta 1953, antes de ingresar en la Facultad de Derecho de Stávropol. En 1954 se trasladó a la Universidad Estatal de Leningrado. En 1958 se casó con Nonna Gandzyuk, estudiante de la Escuela de Magisterio Alexander Herzen. Tuvieron una hija llamada María Sobchak, nacida en 1965, que actualmente es abogada en San Petersburgo, mientras que su hijo Gleb Sobchak, nacido en 1983, se licenció en la Facultad de Derecho de la Universidad Estatal de San Petersburgo
Tras licenciarse en la Universidad Estatal de Leningrado, trabajó durante tres años como abogado en Stávropol, y luego regresó a la Universidad Estatal de Leningrado para cursar estudios de posgrado (1962-1965). Tras obtener su doctorado, enseñó Derecho en la Escuela de Policía de Leningrado y en el Instituto de Tecnología de las Industrias de la Celulosa y el Papel de Leningrado (1965-1973), y entre 1973 y 1990 impartió clases en la Universidad Estatal de Leningrado. En 1980 se casó con Lyudmila Narusova, entonces estudiante de Historia en la Academia de Cultura Soviética de Leningrado y más tarde destacada diputada. Tuvieron una hija,  Ksenia Sobchak, en la actualidad presentadora de televisión y figura notoria del demi monde de Moscú.
Tras doctorarse en 1982, fue nombrado profesor y director del Departamento de Derecho Común en la Economía Socialista. Era muy popular entre los estudiantes de Derecho, especialmente por sus comentarios ligeramente antigubernamentales. Durante su trabajo en la Universidad Estatal de Leningrado, conoció a Vladímir Putin
En 1958, se casó con Nonna Gandziuk, estudiante de la Facultad de Profesorado Aleksandr Herzen. Tuvieron una hija, María Sobchak, que actualmente es abogada en San Petersburgo.

## Legislador
En 1989, tras el cambio de las leyes electorales durante la Perestroika, fue elegido candidato independiente al Congreso de los Diputados del Pueblo de la Unión Soviética. Fue uno de los pocos diputados con formación jurídica, por lo que contribuyó enormemente a la mayoría de las leyes creadas entre 1989 y 1991. Fue uno de los fundadores y copresidente del Grupo Interregional de Diputados, junto con Andrei Sájarov y Borís Yeltsin. También fue presidente de la Comisión Parlamentaria para la Investigación de los sucesos del 9 de abril de 1989 en Tiflis. La Comisión condenó a los militares, a los que se culpó de muchas muertes al dispersar a los manifestantes. El informe de la Comisión dificultó el uso de la fuerza militar contra las manifestaciones civiles en la Unión Soviética y Rusia.
Fue miembro del Consejo Consultivo del Presidente durante el mandato de Mijaíl Gorbachov y contribuyó a la legislación que emanaba de la administración presidencial.
Tras la disolución de la Unión Soviética en 1991, Sobchak no formó parte del Parlamento central, pero fue miembro del Consejo Presidencial de Yeltsin y presidente de la Asamblea Constitucional que elaboró la Constitución de la Federación Rusa en 1993. La Constitución suele llamarse informalmente la Constitución de Sobchak, aunque sus verdaderos autores han sido algo menos conocidos.

## Alcalde de San Petersburgo
En abril de 1990, Sobchak fue elegido diputado del Consejo Municipal de Leningrado, y en mayo se convirtió en presidente del Consejo. Desde el principio, su liderazgo estuvo marcado por una fuerte tendencia autoritaria. El Consejo decidió cambiar la estructura de gobierno de la ciudad para que hubiera un alcalde elegido por elecciones directas. Las primeras elecciones, celebradas en junio de 1991, se combinaron con el referéndum sobre el nombre de la ciudad. Sobchak ganó las elecciones, y la ciudad votó a favor de volver a su nombre histórico de San Petersburgo. El cambio de nombre se estableció en una de las últimas sesiones del Congreso de Diputados del Pueblo de la Unión Soviética, celebrada el 12 de septiembre de 1991. El cambio requería una enmienda de la Constitución de la Unión Soviética y su aprobación exigió muchos esfuerzos por parte de Sobchak.
Durante su mandato se formó una comisión Kissinger-Sobchak para atraer inversiones occidentales a San Petersburgo. Según Putin, que se había reunido con Kissinger un par de veces, cuando éste declaró que la Unión Soviética se había retirado de Europa del Este demasiado deprisa con Gorbachov y que se estaba culpando a Kissinger, pero éste lo había considerado imposible, Putin le dio la razón porque se habrían evitado muchos problemas si la retirada no hubiera sido tan precipitada.
Un diputado de la Asamblea Legislativa de San Petersburgo, Yury Shutov, afirmó que Vladímir Putin se hizo con un archivo con material comprometedor del KGB sobre Sobchak en la época en que Putin trabajaba como supervisor del KGB en la Universidad Estatal de Leningrado. Según Shutov, Putin utilizó ese material para chantajear a Sobchak y asegurarse su propio nombramiento en la administración municipal.
Sobchak fue alcalde de San Petersburgo de 1991 a 1996. Durante su mandato, la ciudad se convirtió en un lugar de glamurosos acontecimientos culturales y deportivos. La mayor parte del control diario de la estructura de la ciudad corrió a cargo de dos tenientes de alcalde: Vladimir Yakovlev y Vladímir Putin; los críticos denunciaron el deterioro de las infraestructuras de la ciudad, el aumento de la corrupción y la delincuencia durante este periodo. En las elecciones a la alcaldía de 1996, Sobchak se enfrentó a su antiguo primer adjunto, Vladimir Yakovlev, y perdió por un margen del 1,2%. El principal argumento de la campaña de Yakovlev fue que el mecenazgo artístico de Sobchak (con dinero municipal) y su implicación en la política federal le impedían resolver los verdaderos problemas de la ciudad.

## Emigración y retorno
En 1997 se inició una investigación penal contra Sobchak. Se le acusaba de irregularidades en la privatización de su propio apartamento, el de su hija mayor y el estudio de arte de su esposa. Para los estándares de la década de 1990 en Rusia, las acusaciones eran relativamente menores (aunque las supuestas pérdidas para las finanzas municipales seguían siendo de decenas de miles de dólares). Por ello, los partidarios de Sobchak vieron el proceso penal como una represión política. Según Ksenia Sobchak, esta campaña se inició en 1995 desde Moscú para impedir que su padre se presentara a futuras elecciones presidenciales.
El 7 de noviembre de 1997, Sobchak voló a París en un avión privado sin tramitación de pasaporte por parte rusa. El motivo formal de su partida era un tratamiento médico en un hospital de París por su afección cardiaca, pero Sobchak nunca se registró en el hospital. Entre 1997 y 1999, vivió en París la vida típica de un emigrado político.
En junio de 1999, su amigo Vladímir Putin se hizo mucho más fuerte políticamente (en pocas semanas se convirtió en primer ministro de Rusia), y consiguió que los fiscales retiraran los cargos contra Sobchak. El 12 de junio de 1999, Sobchak regresó a Rusia. Tras su regreso, Sobchak se convirtió en un activo defensor de Putin en su carrera hacia la presidencia rusa.

## Muerte
La esposa de Sobchak, Lyudmila Narusova (centro), su hija Ksenia Sobchak (extrema derecha), y Vladímir Putin en su funeral.
El 17 de febrero de 2000, Putin se reunió con Sobchak y le instó a viajar a Kaliningrado para apoyar su campaña electoral. Sobchak viajó hasta allí, acompañado por dos asistentes que también le servían de guardaespaldas. El 20 de febrero de 2000, Sobchak murió repentinamente en la ciudad de Svetlogorsk, en el oblast de Kaliningrado. En un principio se sospechó que la causa de la muerte había sido un infarto, pero las conclusiones de dos peritos médicos fueron contradictorias. Hasta el 6 de mayo de 2000, más de dos meses después, no se abrió una investigación criminal sobre la muerte de Sobchak como posible «asesinato premeditado con circunstancias agravantes». Al cabo de tres meses, la investigación se cerró sin conclusiones. El partido Unión Democrática, dirigido por Valeria Novodvorskaya, hizo una declaración oficial en la que afirmaba que no sólo Sobchak, sino también dos de sus ayudantes habían sufrido infartos simultáneamente, lo que indicaba envenenamiento. Otros dos hombres estaban presentes con Sobchak durante su muerte, pero sus nombres no se hicieron públicos.
Según una investigación independiente de Arkady Vaksberg, ambos guardaespaldas de Sobchak fueron tratados por síntomas de envenenamiento después de la muerte de Sobchak, lo que indica un probable asesinato por envenenamiento por encargo. La viuda de Sobchak, Lyudmila, hizo realizar su propia autopsia al cuerpo de su marido, pero nunca hizo públicos los resultados; declaró a la BBC que guarda los hallazgos en un lugar seguro fuera de Rusia.
Fue enterrado en el cementerio Nikolskoe del monasterio Alexander Nevsky de San Petersburgo, cerca de la tumba de Galina Starovoitova.

## Premios y reconocimientos
- Medalla del Jubileo «300 años de la Armada Rusa» (1996)
- Orden del Santo Príncipe Daniel de Moscú, 1.ª clase
- Medalla de plata del Comité Olímpico Internacional (1995)
- Ciudadano honorario de San Petersburgo (2010, a título póstumo), Tiflis (Georgia, 1991), Indianápolis (EE. UU., 1992), Maryland (EE. UU., 1993), Oklahoma (EE. UU., 1994), Georgia (1995)
- Doctor honoris causa en Derecho por la University of South Florida St. Petersburg (1991), Universidad de Macerata (Italia, 1992), Instituto de Derecho de San Petersburgo del Ministerio del Interior ruso.
- Doctor honoris causa en Ciencias Políticas por la Universidad de Génova (Italia, 1992)
- Doctor honoris causa de la Universidad de Artes de Oklahoma City (1993)
- Doctor honoris causa en Humanidades por la Universidad de Towson (Baltimore, EE. UU., 1993).
- Profesor emérito de la Universidad de Burdeos (Francia), Instituto de Psicoanálisis de Europa Oriental (San Petersburgo, Rusia)
- Premio Mitterrand de la Fundación «Memoria» (Francia, 1991)
- Premiado por el National Democratic Institute del A. Garrimana (EE. UU., Washington, 1992)
- Premiado por el J. Fulbright National Law Center de la George Washington University (Washington, EE. UU., 1992)
- Premio Internacional Leonardo (1996)
- Galardonada Starovoitova (2000, a título póstumo)
- Premio de Arte Tsárskoye Selo (2001, a título póstumo)

- Ganador del Premio Internacional para el desarrollo y fortalecimiento de los lazos culturales en la región del Mar Báltico «Baltic Star» (2005, a título póstumo)
- Medalla de Oro de la ciudad de Dubrovnik (Croacia, 1991)
- Medalla de Oro de la ciudad de Florencia (Italia, 1991)
- Miembro de número de la Academia de Ingeniería de San Petersburgo (Departamento de Ciencias Económicas y Jurídicas) (1992).
- Miembro de la Academia Internacional de Informatización (Moscú, 1995)
- Miembro honorario de la Unión de Sociedades de Ingeniería de San Petersburgo (1992).
- Medalla Gagarin (1996)
- Medalla Admiral MP Lazarev (1996)
- Medalla «Gratitud» de la República de Nagorno Karabaj (2002, a título póstumo)
- Orden Imperial de San Alejandro Nevski (2002, a título póstumo)